# Конар, Юлиан

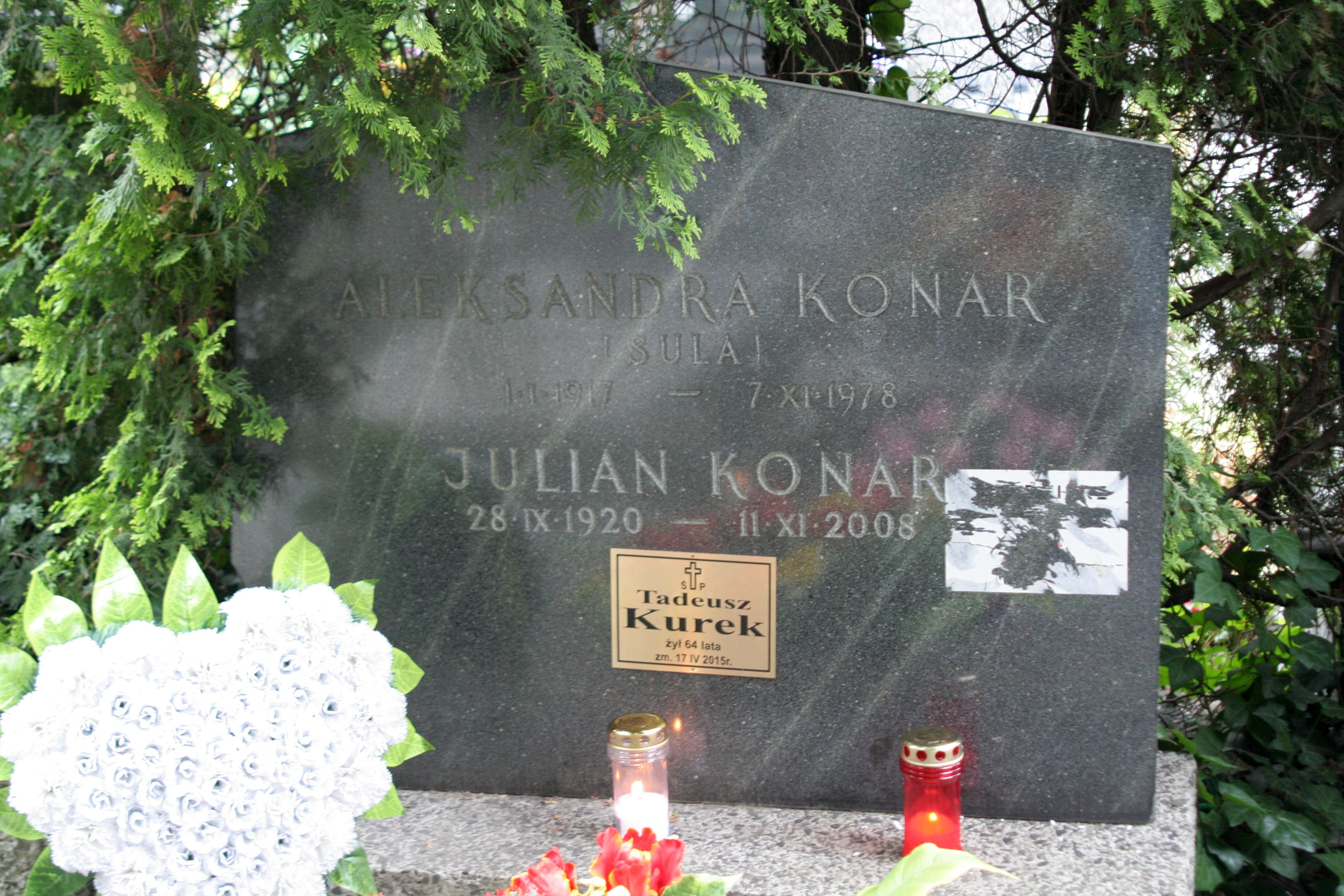
Могила Юлиана Конара на Повонзком военном кладбище в Варшаве

Юлиан Конар (урождённый Юлиан Якуб Кон (Julian Jakub Kohn); 28 сентября 1920, Варшава — 11 ноября 2008, Варшава) — польский военный, офицер аппарата безопасности Польской Народной Республики.

## Биография
Родился 28 сентября 1920 года в Варшаве в еврейской семье.
В 1933 году примкнул к левым молодёжным организациям, в 1937 году был репрессирован польскими властями. С началом войны освобождён, бежал в занятую Красной армией Западную Белоруссию, затем во Львов, затем поселился в городе Кривой Рог, где стал активистом комсомольской организации. 
В 1941 году недолго служил в Армии Андерса. Затем жил в Саратове, работал в колхозе, в мае 1943 года зачислен в состав 1-й пехотной дивизии Войска Польского имени Т. Костюшко, принимал участие в боях против немецко-фашистских захватчиков. В 1944 году забрасывался во вражеский тыл во главе диверсионной группы.
Вступил в Польскую народную армию, где дослужился до звания полковника.
С июля 1944 года находился в распоряжении части общественной безопасности Польского комитета национального освобождения: август-декабрь 1944 года — начальник секретариата части общественной безопасности; 28 декабря 1944 — 4 апреля 1945 года — начальник секции отдела разведки Министерства общественной безопасности Польши; 4 апреля — 21 июня 1945 года — и. о. начальника 2-го отдела (разведка) МОБ Польши; 21 июня 1945 — 15 июля 1946 года — заместитель начальника 2-го отдела МОБ Польши; в 1946—1950 годах — инспектор кабинета министра общественной безопасности ПНР; 1 февраля 1950 — 1 января 1952 года, а затем с 20 октября 1953 — 31 декабря 1954 года — заместитель директора 1-го отдела МОБ — 2-го департамента МВД ПНР (контрразведка). 1 января 1955 — 27 ноября 1956 года — заместитель начальника 1-го отдела Комитета общественной безопасности.
В 1957 году направлен на учёбу в Высшую школу общественных наук при ЦК Польской объединённой рабочей партии. С 1960 года в отставке.
Член Польской рабочей партии и Польской объединённой рабочей партии.
Умер 11 ноября 2008 года в Варшаве. Похоронен на Военном кладбище Повонзки (участок C35-5-9).

## Награды
- Рыцарский крест ордена Возрождения Польши (17 сентября 1946) — постановлением Президиума Национального совета[3].